# ヨニ・ミューラ
ヨニ・ミューラ (Joonas "Jonni" Myyrä、1892年7月13日 - 1955年1月22日)は、フィンランドの元陸上競技選手。やり投の選手として、ミューラは1912年ストックホルムオリンピックに初出場し、51.33mで8位という結果に終わる。第一次世界大戦後の1920年アントワープオリンピックに出場した彼は、ほかの3人のフィンランドの選手をおさえ65.78mを投げ金メダルを獲得する。さらに4年後のパリオリンピックで62.96mの記録を出し、2大会連続の金メダルを獲得した。
ミューラは、お金の問題でフィンランドからアメリカに逃亡し、1928年アムステルダムオリンピックに出場することはなかった。彼はその後フィンランドに帰国することなく1955年にこの世を去った。